# Praia do Guincho
Praia do Guincho
A Praia do Guincho é uma praia nas freguesias de Cascais e Estoril e Alcabideche, no concelho de Cascais, em Portugal, distando cerca de 8 km da sede de concelho. Já na costa ocidental atlântica, é muito ventosa e dispõe de boas condições para a prática de surf, kitesurf e windsurf.
A praia foi reconhecida como uma das 7 Maravilhas de Portugal na categoria de Praia de Uso Desportivo, em setembro de 2012.

## Descrição
É uma das praias mais ventosas de Portugal, e uma das mais procuradas pelos adeptos do surf, windsurf, kite surf e dos papagaios do vento. Nos anos 90, o Guincho foi um dos locais da Taça do Mundo de Windsurf. Hoje em dia, vários eventos desportivos ocorrem no Guincho com regularidade, incluindo o Campeonato Nacional de Surf e Bodyboard. Durante o Verão a direção predominante do vento é a proveniente do norte (nortada).

Possui um extenso cordão dunar em constante mutação e que é demasiadas vezes invadido por motorizadas de quadro rodas (prática ilegal). Bem equipada, tem um areal imenso (que se divide em Guincho Norte e Guincho Muchaxo) e como pano de fundo o Cabo da Roca e a serra de Sintra. Mar agitado e perigoso.
Esta praia ficou famosa num dos filmes de James Bond "Ao Serviço de Sua Majestade", onde James Bond salva a Condessa Teresa de Vicenzo de uma tentativa de suicídio. A praia ainda está como em 1969. Mais recentemente, serviu de local de filmagem à longa-metragem Deste Lado da Ressurreição realizada por Joaquim Sapinho.

## Toponímia
De acordo com o autor Paulo Paixão, esta praia fica a dever o seu nome à Pandion haliaetus, espécie de ave de rapina que durante séculos foi comummente conhecida em Portugal como «guincho», mas que, nas últimas décadas, tem vindo a dar pelo novo nome «águia-pesqueira», por causa de um erro de catalogação moderno.